# El Loco (Achterbahnmodell)
El Loco ist die Bezeichnung eines Stahlachterbahnmodells des Herstellers S&S – Sansei Technologies, welches erstmals am 5. Juli 2008 ausgeliefert wurde. Es existiert in zwei Varianten: als 4-Sitzer und als 8-Sitzer.
Beide Varianten verfügen über ein maximales Gefälle von bis zu 120° und sind mit zwei Inversionen ausgestattet: einem Dive-Loop und einem Inline-Twist. Eine Ausnahme bildet die Auslieferung an Adventuredome, die über zwei Dive-Loops und keinen Inline-Twist verfügt.

## Wagen
El Loco verfügen über einzelne Wagen mit vier bzw. acht Sitzplätzen. In beiden Fällen bestehen die Wagen aus zwei Reihen, wobei die Reihen aus zwei bzw. vier Sitzplätzen bestehen.

## Standorte
| Achterbahn            | Betreiber                | Land                   | Eröffnung         |
| --------------------- | ------------------------ | ---------------------- | ----------------- |
| Crazy Bird            | Happy Valley (Tianjin)   | Volksrepublik China    | 22. Dezember 2013 |
| El Loco               | Adventuredome            | Vereinigte Staaten     | 18. Februar 2014  |
| Green Lantern Coaster | Warner Bros. Movie World | Australien             | 23. Dezember 2011 |
| Mumbo Jumbo           | Flamingo Land            | Vereinigtes Königreich | 4. Juli 2009      |
| Steel Hawg            | Indiana Beach            | Vereinigte Staaten     | 5. Juli 2008      |
| Timber Drop           | Fraispertuis City        | Frankreich             | 2. Juli 2011      |

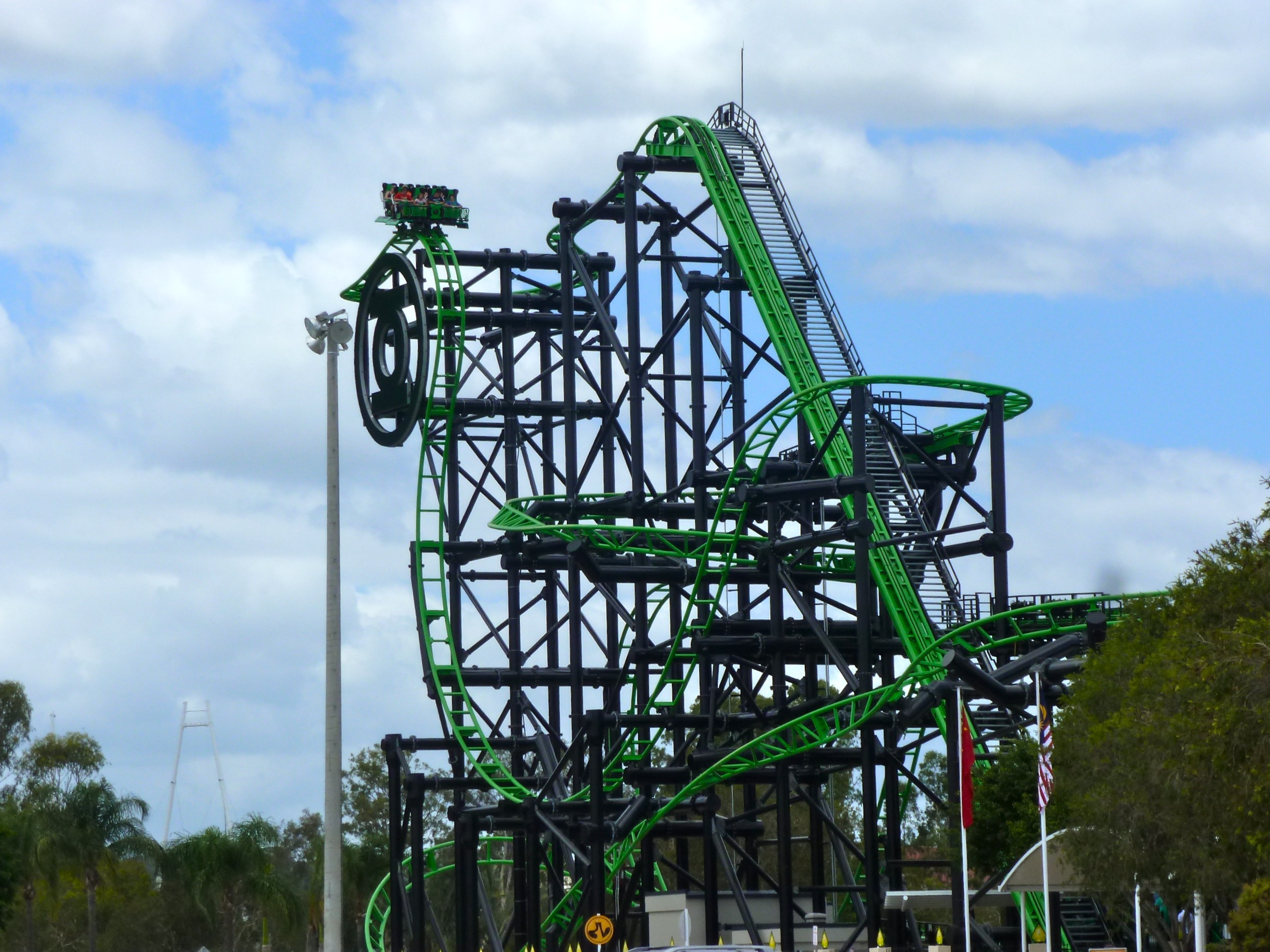
Green Lantern Coaster in der Warner Bros. Movie World
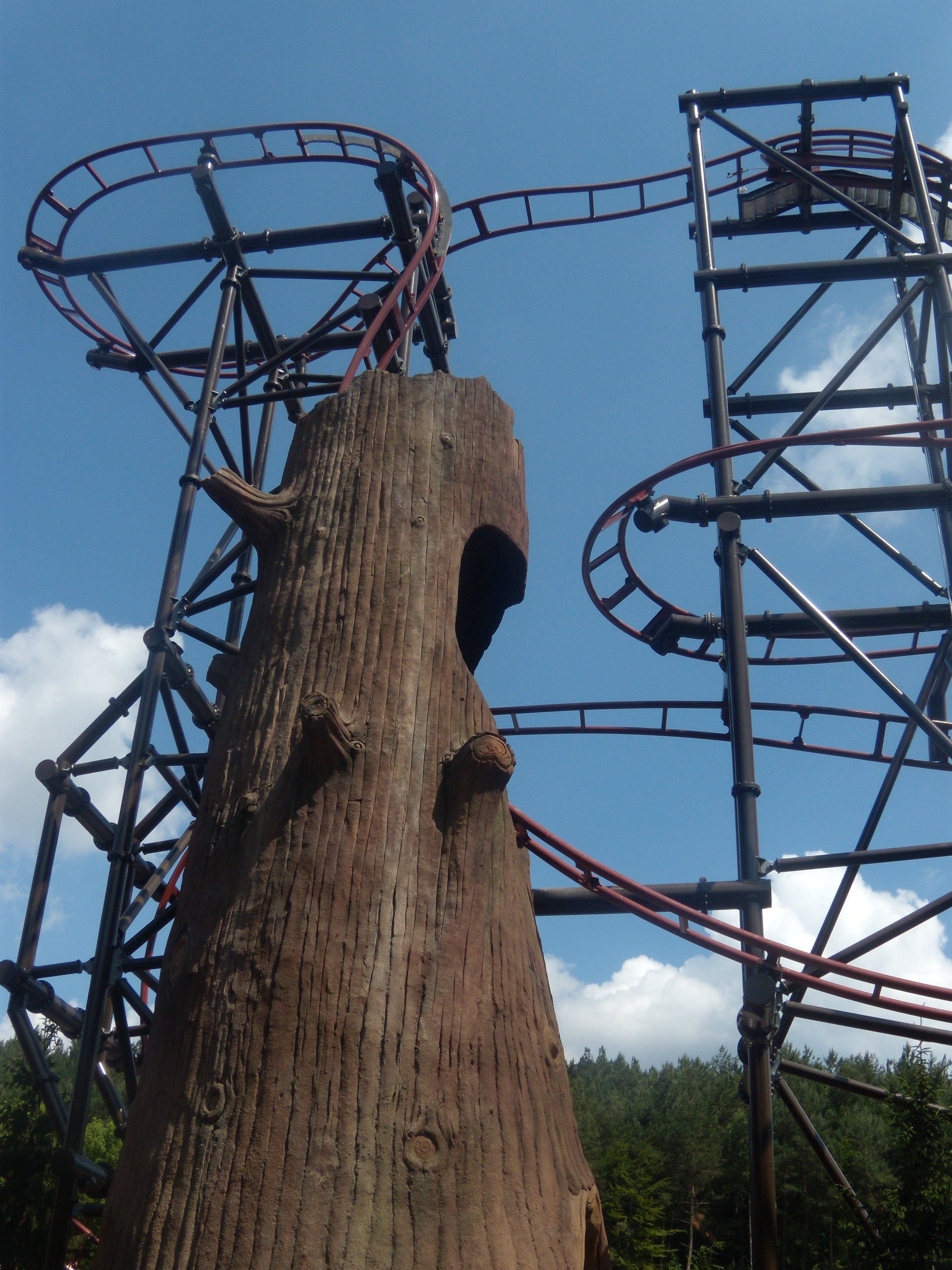
Timber Drop in Fraispertuis City